# فارسی ایرانی
فارسی ایرانی یکی از گونه‌های زبان فارسی است. این زبان، زبان رسمی ایران است و توسط اقلیت‌های بزرگی در عراق و کشورهای عربی خلیج فارس، به ویژه بحرین، گفتگو می‌شود.

## تاریخچه
روندهای اصلی تحول زبان فارسی نو، تغییرات سیاسی و اجتماعی مانند جابه‌جایی‌های جمعیتی، پیشرفت مناطق خاص و ظهور جریان‌های ایدئولوژیک بوده است. در ایران، به ویژه دوره صفوی، آغازگر مجموعه‌ای از تغییرات اجتماعی-زبانی بود که زبان ملی کشور را تحت تأثیر قرار داد و بازتابی از جدایی سیاسی و ایدئولوژیک ایران از آسیای میانه و افغانستان به شمار می‌رفت. احتمالاً جابه‌جایی‌های مکرر فهرست پایتخت‌های ایران نیز در شکل‌گیری گونه‌ای متمایز از فارسی شهری نقش داشته که بعدها بر گویش‌های فارسی سراسر کشور اثر گذاشت.
در اواخر قرن دوازدهم و همچنین در اواخر قرن پانزدهم یا اوایل قرن هفدهم میلادی در ایران، نظام واکه‌ای زبان فارسی دچار کاهش شد و تعدادی از همخوان‌ها نیز در بیشتر گویش‌های فارسی غربی ایران تغییر یافتند؛ در حالی که این ویژگی‌ها عمدتاً در گویش‌های شرقی، یعنی دری و تاجیکی، تا به امروز حفظ شده‌اند.
از آغاز یورش‌های ترکان و مغولان تا دوران صفویان و سلسله‌های بعدی ترک‌زبان، واژگان متعددی از زبان ترکی وارد فارسی شد؛ هرچند این میزان هرگز به اندازه وام‌گیری از عربی نبود. با این حال، در مقایسه با گویش‌های تاجیکی آسیای میانه که به شدت تحت تأثیر زبان‌های ترکی قرار گرفته‌اند، فارسی در ایران این وام‌گیری‌های ترکی را تا حد زیادی کاهش داده و در خود جذب کرده است. این روند همچنین بازتابی از واقعیت‌های سیاسی در دوره‌های صفوی، قاجار و پهلوی به شمار می‌رود.
به طور کلی، به نظر می‌رسد گویش‌های فارسی غربی ایران در واژگان و آواشناسی سریع‌تر از گویش‌های فارسی شرقی افغانستان و آسیای میانه دچار تغییر شده‌اند.

## پراکندگی جغرافیایی
بر پایهٔ نتایج سرشماری سال ۱۳۷۵ مرکز آمار ایران دربارهٔ ترکیب و چیدمان قومی و تباری مردم ایران، جمعیت و آمار فارسی‌زبان‌ها نزدیک به ۴۸ درصد جمعیت ایران است. طی پژوهشی که به سفارش شورای فرهنگ عمومی در سال ۱۳۹۱ انجام شد، فارسی‌زبانان بیشینه جمعیت را در ۱۳ استان تهران، البرز، اصفهان، یزد، سمنان، قم، بوشهر، فارس، مرکزی، خراسان رضوی، کرمان، هرمزگان و خراسان جنوبی می‌سازند و در ۹ استان گلستان، قزوین، کرمانشاه، سیستان و بلوچستان، خوزستان، خراسان شمالی، همدان ، لرستان و چهارمحال و بختیاری نیز در اقلیت به‌شمار می‌روند.
فارسی ایرانی از دیرباز در کشورهای عربی پیرامون خلیج فارس به عنوان یک زبان اقلیت رایج بوده است. بحرین در بر گیرنده بزرگ‌ترین اقلیت فارسی‌زبان (از نطر نسبت) این کشورهاست و میان ۱۴۴ تا ۲۲۰ هزار نفر (۱۴٪) از جمعیت این کشور فارسی‌زبان بومی هستند. فارسی‌زبانان پس از عرب‌ها دومین گروه قومی بزرگ بحرین هستند. افزون بر این، نام بسیاری از شهرها و مناطق بحرین، از جمله منامه، دارای ریشه فارسی است.
در چند دهه کنونی نیز فارسی‌زبان بسیاری به کشورهای مختلفی در سراسر جهان مهاجرت کرده و زبان فارسی را در این کشورها گسترانده‌اند.بزرگ‌ترین جوامع غیربومی فارسی‌زبان در آمریکا (۲ میلیون)، ترکیه (۸۰۰ هزار)، امارات (۸۰۰ هزار)، عراق (۵۰۰ هزار)، قطر (۲۸۰ هزار)، کانادا (۲۵۰ هزار)، عربستان (۲۴۰ هزار)، آلمان (۱۲۵ هزار)، و استرالیا (۱۱۰ هزار) ساکن هستند که بیشتر به فارسی ایرانی گفتگو می‌کنند.

## تفاوت با دیگر گونه‌های فارسی
بین گویش‌های فارسی در ایران و سایر مناطق، تفاوت‌های آوایی (واج‌شناختی)، واژگانی و صرفی  وجود دارد. در شکل نوشتاری فارسی معیار ایران و دری معیار افغانستان، به جز برخی اصطلاحات محلی، تفاوت قابل توجهی دیده نمی‌شود. با این حال، فارسی گفتاری رایج در ایران از نظر تلفظ و برخی ویژگی‌های نحوی تفاوت چشمگیری با گویش‌های رایج در افغانستان و آسیای میانه دارد.
گویش‌های دری که در شمال، مرکز و شرق افغانستان، برای مثال در کابل، مزارشریف و بدخشان، صحبت می‌شوند، ویژگی‌های متمایزی نسبت به فارسی معیار ایران دارند. با این حال، گویش دری در غرب افغانستان حالتی میان دری و فارسی ایرانی دارد؛ برای نمونه، گویش هراتی از نظر واژگان و واج‌شناسی با هر دو نوع دری و فارسی ایرانی اشتراکاتی دارد. به همین ترتیب، فارسی رایج در شرق ایران، مثلاً در مشهد، شباهت زیادی به گویش هراتی افغانستان دارد.
گویش کابلی به عنوان الگوی معیار دری در افغانستان پذیرفته شده است، همان‌طور که گویش تهرانی به عنوان مدل معیار فارسی در ایران شناخته می‌شود.

### واج‌شناسی
تفاوت‌های اصلی واج‌شناختی بین فارسی رایج ایران و گویش‌های فارسی در افغانستان و تاجیکستان (دری و تاجیکی)، همچنین فارسی کلاسیک، به شرح زیر است:
- بیشتر گویش‌های فارسی که امروزه در ایران صحبت می‌شوند، فاقد واکه‌های معروف به "مجهول" هستند.[۴] واکه‌های "مجهول" /eː, iː/ و /oː, uː/ در فارسی معیار ایران به ترتیب با /iː/ و /uː/ ترکیب شده‌اند، در حالی که در دری و تاجیکی این واکه‌ها به عنوان واحدهای جداگانه حفظ شده‌اند. برای مثال، کلماتی مانند "شیر" و "شیر" که به طور مشابه در الفبای فارسی-عربی نوشته می‌شوند و به ترتیب در تاجیکی به صورت "шер" و "шир" نوشته می‌شوند، در فارسی معیار ایران هر دو به صورت /ʃiːr/ تلفظ می‌شوند، در حالی که در دری "شیر" به صورت /ʃeːr/ و "شیر" به صورت /ʃiːr/ و در تاجیکی "شیر" به صورت /ʃer/ و "شیر" به صورت /ʃir/ تلفظ می‌شود. واکه بلند در "زود" به معنی "سریع" و "زور" به معنی "قوی" در فارسی معیار ایران به صورت /uː/ تلفظ می‌شود، در حالی که این کلمات در دری به ترتیب به صورت /zuːd/ و /zoːr/ تلفظ می‌شوند.
- واکه‌های مرکب فارسی کلاسیک اولیه "aw" (مانند "ow" در کلمۀ انگلیسی "cow") و "ay" (مانند "i" در کلمۀ انگلیسی "ice") در فارسی معیار ایران به ترتیب به صورت [ow] (مانند "low" در انگلیسی) و [ej] (مانند "day" در انگلیسی) تلفظ می‌شوند. در حالی که دری و تاجیکی فرم‌های اولیه را حفظ کرده‌اند. برای مثال، کلمۀ نوروز (Наврӯз در تاجیکی) در فارسی معیار ایران به صورت /nowruːz/ تلفظ می‌شود و در فارسی معیار دری به صورت /nawroːz/ تلفظ می‌شود. همچنین کلمۀ "نخیر" به معنی "نه" در فارسی معیار ایران به صورت /naχejr/ و در فارسی معیار دری به صورت /naχajr/ تلفظ می‌شود. علاوه بر این، [ow] در گفتار معمولی ایرانی به [o] ساده می‌شود و با واکۀ کوتاه /u/ ادغام می‌شود. این اتفاق در دری یا تاجیکی نمی‌افتد.
- واکه‌های کوتاه بلند /i/ و /u/ در فارسی معیار ایران تمایل دارند که به [e] و [o] تغییر کنند، در حالی که در دری و تاجیکی این واکه‌ها ممکن است هم با انواع بلند و هم با انواع پایین‌تر تلفظ شوند.
- تلفظ همخوان لبانه‌ای [w] در فارسی معیار ایران و فارسی تاجیکی معیار تاجیکستان به صورت [v] (سایشی لبی‌دندانی واک‌دار) انجام می‌شود، در حالی که در فارسی معیار افغانستان (دری)، تلفظ (کلاسیک) بی‌لابیالی [w] حفظ شده است. در دری، [v] به عنوان یک آلوسان از /f/ در مقابل همخوان‌های صوتی و همچنین به عنوان تغییرات /b/ در برخی موارد و همراه با [β] یافت می‌شود.
- در فارسی معیار ایران و همچنین گویش‌های شمالی و غربی ایران، دو همخوان /ɣ/ (غ) و /ɢ/ (ق) با یکدیگر ادغام شده‌اند (احتمالاً تحت تأثیر زبان‌های ترکی)[۳۰] و گویشوران آن‌ها در تلفظ آن‌ها تفاوتی قائل نمی‌شوند. در گویش‌های جنوبی و شرقی فارسی ایرانی این دو همخوان هنوز متمایز هستند.[۳۱][۳۲][۳۳]
- واکه‌ی کوتاه پایانی "a" (ه-) معمولاً در فارسی معیار ایران به صورت [e] تلفظ می‌شود، به جز در کلمه‌ی "نه".[۲۹] این بدین معناست که [a] و [e] در موقعیت‌های پایانی کلمات در دری جداگانه تلفظ می‌شوند، اما در فارسی معیار ایران، جایی که [e] آلوسان پایانی /æ/ در تقریباً تمام موارد است، این تفاوت وجود ندارد.
- در برخی از گویش‌های ایران واج /ʒ/ (ژ) در /d͡ʒ/ (ج) ادغام شده است.[۳۴]

جدول‌های زیر واکه‌ها و همخوان‌های لهجه تهرانی فارسی ایرانی را نشان می‌دهند.

#### واکه‌ها
|       | پیشین         | پسین          |
| ----- | ------------- | ------------- |
| بسته  | ی (معروف) /i/ | و (معروف) /u/ |
| میانی | ِ (مجهول) /e̞/  | ُ (مجهول) /o̞/  |
| باز   | َ /æ/          | ا /ɒ/         |

#### همخوان‌ها
|         |        | لبی   | لثوی        | پساکامی | کامی  | نرم‌کامی | زبانکی | چاکنایی |
| ------- | ------ | ----- | ----------- | ------- | ----- | ------- | ------ | ------- |
| خیشومی  | خیشومی | م /m/ | ن /n/       |         |       |         |        |         |
| انسدادی | واک‌دار | ب /b/ | د /d/       |         |       | گ /ɡ/   | ق /ɢ/  |         |
| انسدادی | بی‌واک  | پ /p/ | ت-ط /t/     |         |       | ک /k/   |        | ء-ع /ʔ/ |
| انسایشی | واک‌دار |       |             | ج /d͡ʒ/  |       |         |        |         |
| انسایشی | بی‌واک  |       |             | چ /t͡ʃ/  |       |         |        |         |
| سایشی   | واک‌دار | و /v/ | ز-ذ-ض-ظ /z/ | ژ /ʒ/   |       | غ /ɣ/   |        |         |
| سایشی   | بی‌واک  | ف /f/ | س-ص-ث /s/   | ش /ʃ/   |       | خ /x/   |        | ه-ح /h/ |
| لرزشی   | لرزشی  |       | ر /ɾ/       |         |       |         |        |         |
| ناسوده  | ناسوده |       | ل /l/       |         | ی /j/ |         |        |         |

### دستور زبان
فارسی ایرانی دارای برخی ویژگی‌های نوین در دستور زبان است. یکی از این وِیژگی‌ها داشتن دو زمان فعلی گذشته مستمر (دنباله‌دار) و حال ملموس (دریافتنی) است که به کمک فعل کمکی داشتن ساخته می‌شود. این دو زمان به این روش به کار برده می‌شوند.
- گذشته مستمر=داشتم می‌رفتم-داشتی می‌رفتی-داشت می‌رفت-داشتیم می‌رفتیم-داشتید می‌رفتید-داشتند می‌رفتند
- حال ملموس=-دارم می‌روم-داری می‌روی-دارد می‌رود-داریم می‌رویم-دارید می‌روید-دارند می‌روند

این زمان در دیگر گویش‌های خاوری فارسی کمتر دیده می‌شود. گذشته ملموس و حال مستمر در گویش هراتی نیز با کاربست از واژهٔ هِی به گونه زیر وجود دارد:
- گذشته مستمر=هی می‌رفتم-هی می‌رفتی-هی می‌رفت-هی می‌رفتیم-هی می‌رفتید-هی می‌رفتند
- حال ملموس=-هی می‌روم-هی می‌روی-هی می‌رود-هی می‌رویم-هی می‌روید-هی می‌روند

### تأثیر فرانسوی
فارسی ایران نسبت به فارسی افغانستان میزان بیشتری وام‌واژه فرانسوی دارد. با این حال واژه‌های فرانسوی‌ای مانند «فاکولته» هستند که پس از وارد شدن به فارسی، در فارسی افغانستان باقی‌مانده‌اند اما در فارسی ایران عمدتاً فراموش شده و جای خود را به معادل اصیل‌تر، در این مورد «دانشکده» داده‌اند. برخی فقط در فارسی افغانستان وجود دارند مانند «لیسه»، «شارژ دافیر» به ترتیب به معنی «دبیرستان» و «کاردار» در فارسی ایران. برخی نیز مانند «گالری» در فارسی ایران هم، هنوز کاربرد بیشتری نسبت به معادل خود، «نگارخانه» دارند.

## نوشتار

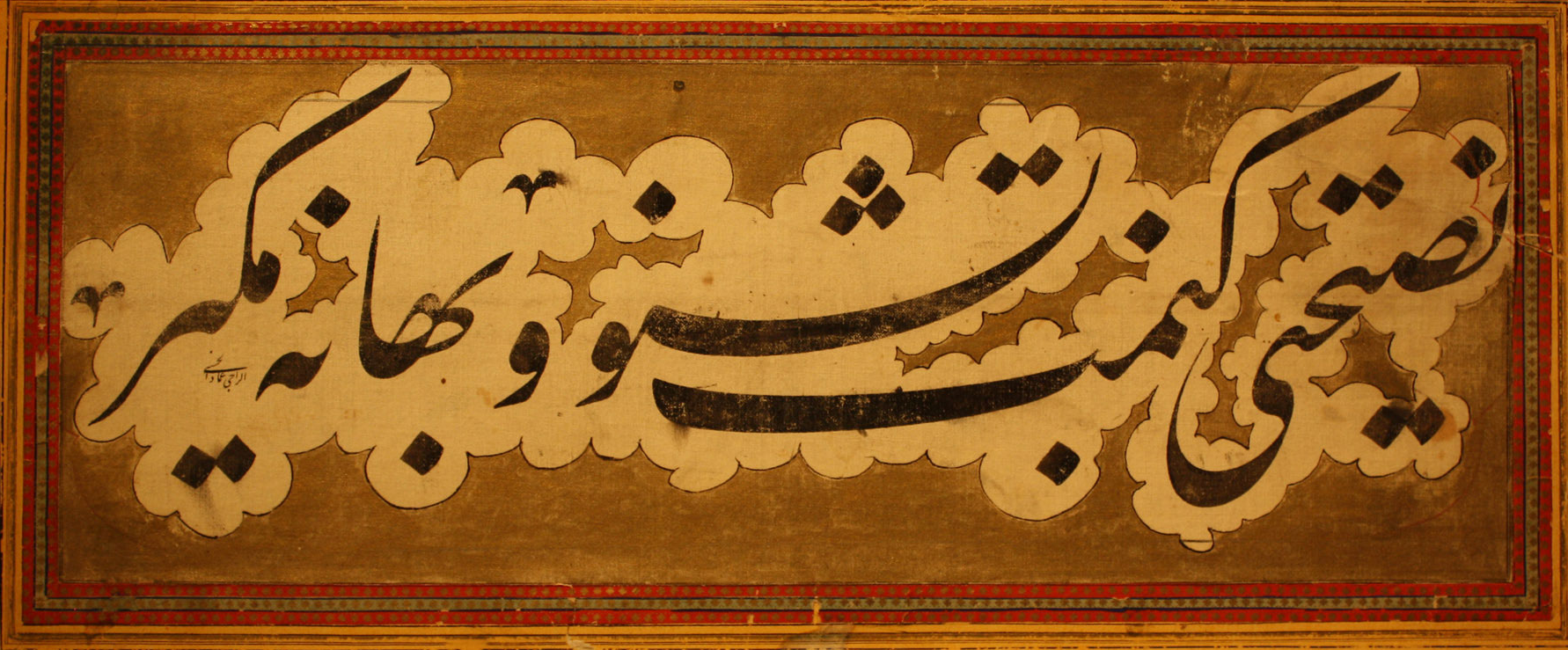
نمونه‌ای از خط نستعلیق اثر میرعماد

فارسی در ایران همانند افغانستان به الفبای فارسی نوشته می‌شود که یک گونه اصلاح‌شده از الفبای عربی و دارای چند حرف اضافی است. الفبای فارسی دارای ۳۲ حرف (۳۳ با در نظر گرفتن همزه) است. حروف الفبای فارسی به شرح زیر می‌باشند:
ا ب پ ت ث ج چ ح خ د ذ ر ز ژ س ش ص ض ط ظ ع غ ف ق ک گ ل م ن و ه ی
فارسی ایرانی به صورت غیررسمی به الفبای لاتین نیز نوشته می‌شود که به فینگلیش معروف است و در برنامه‌های چت، شبکه‌های اجتماعی و پیامک‌ها کاربرد دارد که معیار نیست و قوانین آن در میان افراد و حتی رسانه‌های مختلف متفاوت است.

## گویش‌ها
- گویش تهرانی
- گویش شیرازی
- گویش بوشهری
  - گویش بحرینی
  - گویش کویتی